# Kajetan Czarkowski-Golejewski
Kajetan Tadeusz Teodor Czarkowski-Golejewski (ur. 20 kwietnia 1897 w Zagrobeli, zm. 4 września 1977 w Buch am Ammersee) – polski ziemianin, pilot lotniczy i szybowcowy, publicysta, major dyplomowany kawalerii Polskich Sił Zbrojnych, pracownik Rozgłośni Polskiej Radia Wolna Europa.

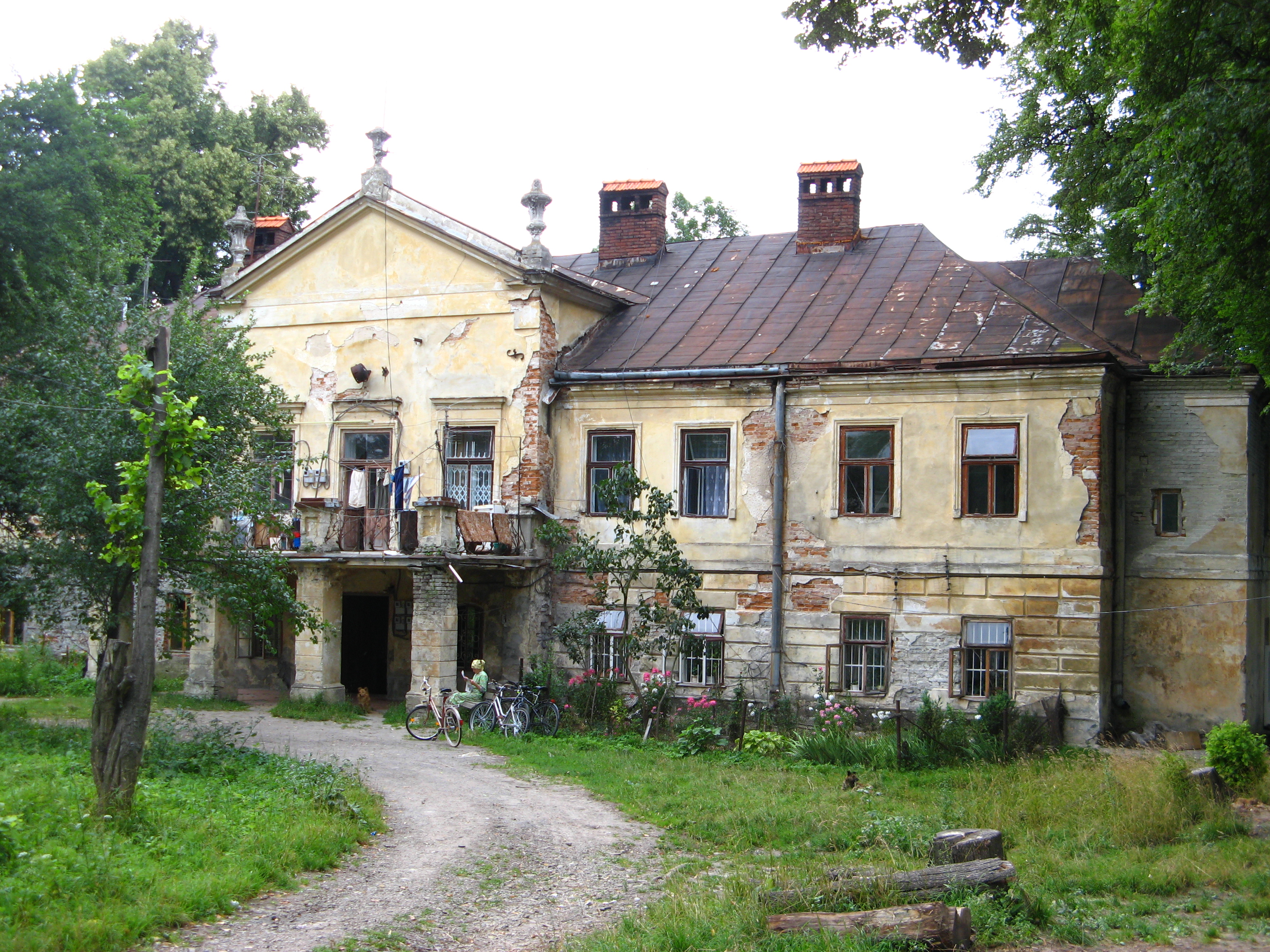
Budynek dworu w Grzędzie

## Życiorys
Urodził się 20 kwietnia 1897 w Zagrobeli jako syn Tadeusza (1859–1945) herbu Habdank z jego trzeciego małżeństwa z Klementyną z Rudnickich herbu Lis (1862–1898). Wnuk pisarki Zofii z Mrozowickich Rudnickiej. Jego przyrodnimi braćmi byli m.in. Cyryl (1885–1940) i Wiktor (1888–1940), którzy w 1940 zostali ofiarami zbrodni katyńskiej (ich nazwiska znalazły się na Ukraińskiej Liście Katyńskiej).
Uczęszczał do szkoły powszechnej we Lwowie, w 1911 ukończył IV klasę w Zakładzie Naukowo-Wychowawczym oo. Jezuitów w Bąkowicach pod Chyrowem. W 1914 ukończył VII klasę w Gimnazjum im. Mickiewicza we Lwowie (w jego klasie był Stanisław Getter). Następnie ukończył gimnazjum w Wiedniu. Został absolwentem szkoły oficerskiej c. i k. armii w Stockerau. Przez dwa lata studiował w Sorbonie w Paryżu, po czym ukończył studia na Wydziale Prawa Uniwersytetu Jana Kazimierza we Lwowie uzyskując tytuł naukowy doktora praw.
Po odzyskaniu przez Polskę niepodległości ochotniczo wziął udział w wojnie polsko-bolszewickiej. Został przyjęty do Wojska Polskiego. W 1920 sprawował funkcję przedstawiciela RP w Międzysojuszniczej Komisji Alianckiej w sprawie Zaolzia w Cieszynie. Został awansowany na stopień porucznika kawalerii ze starszeństwem z dniem 1 czerwca 1919. W 1923 był oficerem rezerwowym 8 pułku ułanów w garnizonie Kraków (podobnie jak jego przyrodni brat, rtm. rez. Wiktor Czarkowski-Golejewski). W 1924 był oficerem rezerwowym tej jednostki zatrzymanym w służbie czynnej. Następnie został zweryfikowany w stopniu porucznika kawalerii ze starszeństwem z dniem 1 marca 1924 z lokatą 1 w 1928 i w 1932. Z dniem 1 listopada 1925 roku został powołany do Wyższej Szkoły Wojennej w Warszawie, w charakterze słuchacza Kursu 1925–1927. Z dniem 28 października 1927 roku, po ukończeniu kursu i otrzymaniu dyplomu naukowego oficera Sztabu Generalnego, został przeniesiony do dowództwa 9 Samodzielnej Brygady Kawalerii w Baranowiczach na stanowisko oficera sztabu. 5 listopada 1928 roku został przeniesiony do dowództwa 4 Dywizji Kawalerii we Lwowie na stanowisko oficera sztabu. W roku 1929 otrzymał francuską Odznakę Obserwatora. W 1930 roku, po rozformowaniu dywizji, pozostawał w dyspozycji szefa Sztabu Głównego. 20 września 1930 roku otrzymał przeniesienie do Dowództwa Okręgu Korpusu Nr VI we Lwowie. Z dniem 1 listopada 1933 roku został przeniesiony do 14 pułku Ułanów Jazłowieckich we Lwowie. Z dniem 31 grudnia 1934 roku został przeniesiony w stan spoczynku.
Był entuzjastą i hobbystą lotnictwa. Został pilotem sportowym i turystycznym. Naukę pilotażu rozwijał we Lwowie. Pełnił funkcje prezesa i wiceprezesa Aeroklubu Lwowskiego. Był uważany za jednego z polskich pionierów lotnictwa i szybownictwa sportowego. Na przełomie lat 20. i 30. był sponsorem Warsztatów Szybowcowych Zarządu Związku Awiatycznego Studentów Politechniki Lwowskiej (ZASPL), w 1933 przekształconych w spółkę. Po zakupie w 1930 samolotu DH-60G Gipsy Moth (nr seryjny 1818) i wydaniu dla niego numeru rejestracyjnego SP-AEU, przynależnym do Aeroklubu Lwowskiego, przedsięwziął – pierwotnie zamiarze turystycznym – lot w barwach Lwowskiego Klubu Akademickiego z celem dotarcia na Daleki Wschód do Tokio w Japonii. Bez nagłośnienia swojego pomysłu i zewnętrznego wsparcia finansowego, lotnik wystartował w dniu 15 marca 1931, rozpoczynając próbę przelotu z Rzymu i mając zapas benzyny na ok. 7 godzin lotu. Następnego dnia maszyna zatrzymała się w tureckim Konya, a dalej po 12 godzinach i przebytych 1200 km w syryjskim Aleppo. 17 marca doleciał do irackiego Rumadi nad Eufratem, po czym wylądował w Shaibach nad Bossorą podczas burzy piaskowej. 19 marca odleciał do irańskiego Buszehru, a 20 marca do Chahbar, po czym dotarł do Dżask, 21 marca poleciał do Karaczi, 23 marca do Dźodhpur, po czym trafił do Delhi, gdzie zatrzymał się przebywając wśród miejscowej ludności w kolonii angielskiej. 30 marca odleciał do Allahabad, następnego dnia do Kalkuty, 1 kwietnia trafił do birmańskiego Akjab i tego samego dnia dotarł do syjamskiego Rangunu i Don Mueang, a 3 kwietnia do Bangkoku. Następnie zamierzał dostać się do Korat w Indochinach, lecz wskutek burzy 4 kwietnia usiłował lądować, co zakończyło się kapotażem i wypadkiem w dżungli w okolicach Bangkoku. W zdarzeniu odniósł liczne obrażenia, w tym stracił prawe oko. Lot stanowił pierwszy polski przelot do Indii i Syjamu. Po wypadku przez kilka miesięcy przebywał na leczeniu szpitalnym, po czym wraz z silnikiem swojej maszyny powrócił do Europy. Całą przygodę opisał w publikacji pt. SP-AEU. 13 dni lotu nad Azją.
3 czerwca 1933 dokonał przelotu w linii prostej szybowcem IS-B Komar z Bezmiechowej do okolic Turki na odległość 44,8 km, ustanawiając rekord Polski. W sierpniu 1936 uległ wypadkowi lotniczemu na obszarze Francji na lotnisku Lagord pod Rochelles niedaleko granicy z Hiszpanią, odbywając od 15 sierpnia 1936 lot z lotniska Gatwick w Londynie do Hiszpanii celem przekazania samolotu Fokker F.XII siłom gen. Francisco Franco podczas hiszpańskiej wojny domowej; w akcji wzięło udział czterech pilotów, którzy przeszli krótkie szkolenie, lecz nie mieli wcześniejszego doświadczenia w pilotowaniu dużych, wielosilnikowych maszyn; jeden z nich, przyjaciel K. Czarkowskiego-Golejewskiego, hr. kpt. pil. dypl. Jan Kazimierz Lasocki (obaj kształcili się w Stockerau oraz służyli w 8 pułku ułanów) w trakcie tej wyprawy ok. 2 godziny po awarii Czarkowskiego-Golejewskiego zginął w wypadku na lotnisku w Biarritz. Informacja o tym wydarzeniu odbiła się echem we Lwowie. Kajetan Czarkowski-Golejewski został zatrzymany przez władze francuskie w miejscu wypadku w La Rochelle, którym oświadczył, że leciał do Portugalii, zaś po dwóch godzinach został zwolniony. Nie posiadał prawa jazdy międzynarodowego, zaś z uwagi na brak jednego oka był uprawniony do pilotażu tylko w polskiej przestrzeni powietrznej. Po powrocie do Krakowa 20 sierpnia 1936 oświadczył opinii publicznej, iż był to lot „dla przyjemności”. Pomimo że nie udało się jemu dotrzeć do Hiszpanii i walczyć po stronie sił frankistowskich, funkcjonował mit, że miał dotrzeć do Hiszpanii i być pilotem myśliwca Fokker F-XII G-ADZK jako ochotnik w składzie lotnictwa sił frankistowskich. W maju 1937 stanął na starcie lotu okrężnego w austriackim Wiedniu jako jedyny Polak wśród 55 uczestników. Od 1937 posiadał samolot RWD-13 (nr rej. SP-BFJ) nazwany „Roseanne”.
Od 1938 roku dzierżawił od Fundacji Skarbkowskiej majątek Grzęda (obecnie rejon żółkiewski na Ukrainie), gdzie zgromadził wiele dzieł sztuki.
Po wybuchu II wojny światowej w kampanii wrześniowej 1939 zgłosił się do Wojska Polskiego jako pilot obserwator. Po klęsce polskiej wojny obronnej przedostał się na Zachód i wstąpił do Polskich Sił Zbrojnych na Zachodzie. Został awansowany na stopień rotmistrza. 9 kwietnia 1942 został przeniesiony do I Oficerskiego Baonu Szkolnego i przydzielony do plutonu rozpoznawczego.
Był tłumaczem w Parachute Training School No. 1 w Ringway nieopodal Manchesteru w grupie pierwszego kursu specjalnego kandydatów planowanych jako spadochroniarzy-wysłanników do Polski (ostateczna grupa różniła się od pierwotnej listy anonsowanych 12 oficerów). Służył w sztabie 1 Dywizji Pancernej gen. Stanisława Maczka, następnie w Oddziale II Sztabu Głównego. Został awansowany na stopień majora.
Po wojnie pozostał na emigracji w Monachium w Niemczech Zachodnich. Tam pełnił funkcję kierownika Polskiego Biura Studiów i Analiz (Biura Studiów i Ocen) w Rozgłośni Polskiej Radia Wolna Europa w latach 1951–1962. Po przejściu na emeryturę od początku lat 60. zamieszkiwał w miejscowości Buch nad jeziorem Ammersee pod Monachium. Tam zmarł 4 września 1977.
23 lipca 1928 Kajetan Czarkowski-Golejewski otrzymał od herolda Królestwa Hiszpanii potwierdzenie tytułu hrabiego. Od 1929 jego żoną była Zofia Sapieha-Rożańska herbu Lis (1900–1981), z którą wziął ślub w Warszawie. Oboje mieli córkę Różę Annę (ur. 1933) i syna Jana Lwa, który używał później imię John (ur. 1935). Jego drugą żoną w 1958 w Monachium została Clara Karolyi Nagy Karoly (ur. 1927) i z tego związku miał córkę Dianę (ur. 1958). Podczas zamieszkiwania na obszarze Republiki Federalnej Niemiec po II wojnie światowej Kajetan Czarkowski-Golejewski formalnie posiadał tożsamość „Graf von Czarkowski-Golejewski”.

## Wywód przodków
| 4. Kajetan Czarkowski         |  |                                  |  |  |                                  |
|                               |  | 2. Tadeusz Czarkowski-Golejewski |  |  |                                  |
| 5. Wiktoria Mycielska         |  |                                  |  |  |                                  |
|                               |  |                                  |  |  | 1. Kajetan Czarkowski-Golejewski |
| 6. Teodor Józef Rudnicki      |  |                                  |  |  |                                  |
|                               |  | 3. Klementyna Katarzyna Rudnicka |  |  |                                  |
| 7. Zofia Kazimiera Mrozowicka |  |                                  |  |  |                                  |
|                               |  |                                  |  |  |                                  |

## Publikacje
Kajetan Czarkowski-Golejewski wydał książką opisującą swój lot z 1931. Publikował zarówno w okresie międzywojennym, jak i po 1945 w czasopismach niemieckich, w tym artykuły publicystyczne oraz wiersze.
- SP-AEU. 13 dni lotu nad Azją (1932, wyd. Główna Księgarnia Wojskowa)[59][60]
- Syjam – państwo białego słonia („Kuryer Literacko-Naukowy” nr 29/1932)[61]
- Bangkok - stolica Syjamu („Kuryer Literacko-Naukowy” nr 30/1932)[61]
- Walki majowe i audiencja w Belwederze („Wiadomości” nr 20/1961)
- O autogiro dodatkowych stów kilka („Przegląd Lotniczy” nr 8/1934)
- Królewna polska w Bawarii („Wiadomości” nr 1010/1965)[62]
- Die gnädige Frau („Wiadomości” z 1966)[63][64]
- O Metropolicie Szeptyckim („Wiadomości” z 1966)
- Die Kurfürstin Therese Kunigunde („Zeitschrift für bayerische Landgeschichte” nr 37/1974)
- Genealogisch-heraldische, polnisch-bayerische Beziehungen („Zeitschrift für bayerische Landesgeschichte” nr 34/1971)
- Zdezaktualizowany projekt („Tydzień Polski” nr 27/1976)